# Sonja Percan
Sonja Percan (Pola, 8 maggio 1981) è una pallavolista croata, schiacciatrice e opposto.

## Carriera
La carriera di Sonja Percan inizia nelle giovanili del Odbojkaški Klub Pula nel 1991: in seguito si trasferisce negli Stati Uniti d'America, prendendo parte alla Division I NCAA con la University of Louisville dal 1999 al 2003, saltando la stagione 2002 per infortunio; nel 2003 ottiene le prime convocazioni con la nazionale croata.
Rientra in patria nella stagione 2004-05 nuovamente nel club di Pola, ma già nella stagione successiva si trasferisce in Italia, ingaggiata dal Volley 2002 Forlì, in Serie A1. Nella stagione 2006-07 veste invece la maglia del River Volley di Piacenza, in Serie A2, per ritornare poi nel massimo campionato italiano nell'annata successiva con il Vicenza Volley.
Torna quindi nuovamente in serie cadetta nella stagione 2008-09 con la squadra di Forlì e in quella 2009-10 con il Loreto: sempre in Serie A2 veste poi la maglia del Volleyball Santa Croce per l'annata 2010-11 e del Verona Volley Femminile per quella 2011-12.
Nella stagione 2012-13 si accasa all'IHF Volley di Frosinone, con cui vince la Coppa Italia di Serie A2 ed ottiene, grazie alla vittoria dei 'play-off, la promozione in Serie A1, categoria dove militerà nella stagione successiva, sempre con la stessa squadra. Per il campionato 2014-15 torna in Serie A2 a seguito dell'ingaggio della neopromossa VolAlto Caserta.
Disputa con il Bandung Bank Jabar la Proliga indonesiana. È nuovamente in Italia per la stagione 2017-18 quando firma per il Group Roma, in Serie B1, club con il quale, a partire dalla stagione successiva partecipa alla Serie A2.

## Palmarès

### Club
- Coppa Italia di Serie A2: 1

2012-13